# 哈瑟利·克勞福德體育場
哈瑟利·克勞福德體育場是一座位於千里達及托巴哥西班牙港的體育場。名字的由來是千里達及托巴哥首位贏得奧運金牌的選手哈瑟利·克勞福德。1980年建成時名為國家體育場，2001年改為現名。該體育場可容納27,000人。2001年U17世界盃足球賽的決賽於本場館舉行。本體育場也為TT Pro League San Juan Jabloteh的主場。2010年U17女子世界盃的賽事也於此舉行。